# Курбанов, Магомед Арсенович
Магомед Арсенович Курбанов (11 апреля 1992, Краснодон, Луганская область, Украина) — азербайджанский футболист, полузащитник. Бывший игрок национальной сборной Азербайджана.

## Карьера
С 2009 года игрок молодёжного состава клуба «Ростов». Дебютировал в чемпионате России по футболу среди команд клубов Премьер-Лиги 2012/2013 в 19-м туре, в игре против клуба «Краснодар», выйдя на замену вместо Дмитрия Полоза на 82-й минуте. Эта игра осталась единственной для Курбанова в составе «Ростова».
Осенью 2013 года Курбанов выступал во втором дивизионе России за «Таганрог», в начале 2014 года перешёл в состав аутсайдера чемпионата Азербайджана — ФК «Сумгаит».

## Сборная Азербайджана
В 2008 году привлекался в состав юношеской сборной Азербайджана до 17 лет, где принял участие в отборочном раунде Чемпионата Европы.
В 2014 году был призван в состав молодёжной сборной Азербайджана до 21 года, для участия в квалификационном матче Чемпионата Европы УЕФА против сборной Уэльса, прошедшей в Баку 1 июня 2014 года.
В октябре 2014 года получил вызов в первую сборную Азербайджана на отборочные матчи чемпионата Европы против Италии и Хорватии, в обоих матчах оставался в запасе. 7 июня 2015 года дебютировал за сборную в гостевом матче против Сербии, отыграв весь первый тайм.